# 1994 WQ3
1994 WQ3 är en asteroid i huvudbältet som upptäcktes den 26 november 1994 av de båda japanska astronomerna Takeshi Urata och Yoshisada Shimizu vid Nachi-Katsuura-observatoriet.
Asteroiden har en diameter på ungefär 8 kilometer.